# گنده جین (بهار)
گنده جین (بهار)، روستایی از توابع بخش مرکزی شهرستان بهار در استان همدان ایران است.

## جمعیت
این روستا در دهستان آبرومند قرار دارد و براساس سرشماری مرکز آمار ایران در سال ۱۳۹۵، جمعیت آن ۸۷۱ نفر (۲۵۵خانوار) بوده‌است.